# Gerygone ruficollis
A Gerygone  ruficollis a madarak osztályának verébalakúak (Passeriformes) rendjébe és az ausztrálposzáta-félék (Acanthizidae) családjába tartozó faj. A családot egyes szervezetek a gyémántmadárfélék (Pardalotidae) családjának, Acanthizinae alcsaládjáként sorolják be.

## Rendszerezése
A fajt Tommaso Salvadori olasz ornitológus írta le 1876-ban.

## Alfajai
- Gerygone ruficollis insperata De Vis, 1892
- Gerygone ruficollis ruficollis Salvadori, 1876[1]

## Előfordulása
Új-Guinea szigetén, Indonézia és Pápua Új-Guinea területén honos. A természetes szubtrópusi és trópusi hegyi esőerdők, valamint legelők, szántóföldek, vidéki kertek és városi környezet.

## Megjelenése
Testhossza 9-10 centiméter.

## Életmódja
Rovarokkal táplálkozik.